# Аида Селмановић
Аида Селмановић (29. март 1979) је црногорска рукометашица. Са репрезентацијом СР Југославије освојила је бронзану медаљу на Светском првенству 2001.
Играла је за Никшић, подгоричку Будућност, Наису, норвешки Норстанд, Сасари и Терамо из Италије.